# Alain Dieulangard
Pour l’article homonyme, voir Marie-Madeleine Dieulangard.
Alain Dieulangard est un prêtre français, membre de la société des Missionnaires d'Afrique, bienheureux et martyr, né en 1919 à Saint-Brieuc, tué le 27 décembre 1994 à Tizi Ouzou. Il est béatifié le 8 décembre 2018 à Oran, avec les autres martyrs d'Algérie.

## Biographie
Alain Dieulangard est né en Bretagne le 21 mai 1919, d'une famille de dix enfants, dont cinq deviennent prêtres ou religieux. 
Il entreprend des études de droit, qui sont interrompues par sa mobilisation au début de la Seconde Guerre mondiale,. Après la bataille de France, démobilisé, il reprend ses études et obtient sa licence à Rennes en 1943,.
La même année 1943, Alain Dieulangard entre chez les Missionnaires d'Afrique, ou « Pères Blancs ». Il prononce son serment le 29 juin 1949 à Thibar. Il est ordonné prêtre le 1er février 1950, à Carthage,. Il désire partir comme missionnaire en Ouganda, mais il est destiné à l'Afrique du Nord et accepte volontiers cette nomination,. Il étudie l'arabe littéraire et la culture islamique à Tunis, pendant deux ans ou quatre ans.
Il est alors nommé en Algérie, plus précisément en Kabylie, où il passera en tout quarante-quatre ans, et dont il a appris la langue. Réputé bon pasteur, il écoute beaucoup et partage les joies et les peines des chrétiens comme des musulmans, qu'il rencontre souvent lors de ses visites pastorales dans la région. Il travaille dans l'administration et dans l'enseignement. 
Après la nationalisation en 1976 des écoles et autres institutions chrétiennes, Alain Dieulangard est attiré par la vie contemplative, et il pense que ce mode de vie est plus adapté aux temps actuels. Il passe six mois de vie contemplative à Venasque, en France, dans le silence et la solitude, mais son supérieur l'invite à ne pas prolonger l'expérience. 
Au sein de la petite communauté de Tizi Ouzou dont il est le doyen, il rend service, assure l'accueil, tient les comptes et s'occupe des courses et de la cuisine,. Il part régulièrement se ressourcer lors de retraites chez les Clarisses à Alger, ou au monastère de Tibhirine, ou lors de week-ends du Renouveau charismatique qui l'attire beaucoup,. 
Il est principalement enseignant, et catéchiste pour les enfants,. Il parcourt aussi les montagnes de Kabylie pour visiter les chrétiens, ce qui lui vaut le surnom d'« apôtre de la route ». Il en profite pour célébrer la messe pour les Sœurs blanches. 
Les témoins évoquent sa simplicité, sa sérénité, son goût des contacts, sa capacité d'écoute, son sens du conseil, ses qualités d'accompagnateur spirituel. Son esprit de service, particulièrement réputé,, s'enracine dans sa foi et sa relation au Père. 
Après la mort de frère Henri Vergès et de sœur Paul-Hélène Saint-Raymond en mai 1994, il déclare que son futur est dans les mains de Dieu, et qu'il espère pouvoir rester pour assurer un minimum de présence chrétienne. Sa motivation est de servir le peuple algérien comme expression de son amour pour le Christ.
Le 27 décembre 1994, un commando islamiste surgit dans la communauté, tue le P. Alain Dieulangard et les deux autres membres de la communauté (le P. Jean Chevillard, supérieur, et le P. Christian Chessel) ainsi que le P. Charles Deckers qui vient de les rejoindre.

## Béatification
Le pape François reconnaît le 26 janvier 2018 qu'il est mort en martyr, comme les autres martyrs d'Algérie. Il est proclamé bienheureux lors de la cérémonie de béatification le 8 décembre 2018 en Algérie, à Oran.